# حليب الساحرة
حليب الساحرة (بالإنجليزية: witch's milk)‏ هي حالة تصيب الأطفال حديثي الولادة من كلا الجنسين، حيث يفرز الرضيع المصاب حليبا من ثديه، بعد ظهور تضخم بحجم الثديين، يعتبر إفراز الحليب لحديثي الولادة حالة فيزيولوجية طبيعية ولا حاجة لأي علاج أو اختبار ضروري، في الأواضع الطبيعية تختفي الحالة بالوقت المناسب بشكل تدريجي، ويُعتقد أن سببها ناجم عن انتقال مزيج هرمونات من الأم إلى الطفل أثناء فترة الحمل قبل الولادة، آثار هرمونات منها: هرمون البرولاكتين وهرمون النمو.